# Củ Chi (thị trấn)
Củ Chi là thị trấn huyện lỵ của huyện Củ Chi, Thành phố Hồ Chí Minh, Việt Nam.

## Địa lý
Thị trấn Củ Chi nằm ở trung tâm huyện Củ Chi, tại nơi giao nhau giữa Quốc lộ 22 và tỉnh lộ 8, cách trung tâm Thành phố Hồ Chí Minh 33 km về phía tây bắc, cách thành phố Thủ Dầu Một, tỉnh Bình Dương 21 km về phía tây, cách cửa khẩu Mộc Bài 38 km về phía đông nam. Thị trấn có vị trí địa lý:
- Phía đông giáp các xã Tân Thông Hội và Phước Vĩnh An
- Các phía còn lại giáp xã Tân An Hội.

Thị trấn có diện tích 3,79 km², dân số năm 2021 là 28.459 người,  mật độ dân số đạt 7.508 người/km².

## Lịch sử
Thị trấn Củ Chi được thành lập vào ngày 1 tháng 2 năm 1985 trên cơ sở tách 390 ha diện tích tự nhiên của xã Tân An Hội.